# Aterramento do Boeing 737 MAX
A aeronave de passageiros Boeing 737 MAX 8 foi aterrada em todo o mundo entre março de 2019 e dezembro de 2020; mais tempo em muitas jurisdições; depois que 346 pessoas morreram em dois acidentes, o voo Lion Air 610 em 29 de outubro de 2018 e o voo Ethiopian Airlines 302 em 10 de março de 2019. A Administração Federal de Aviação dos EUA (FAA) resistiu ao aterramento da aeronave até 13 de março de 2019, quando recebeu evidências de semelhanças de acidentes. Até então, 51 outros reguladores já haviam aterrado o avião, e em 18 de março de 2019, todas as 387 aeronaves em serviço foram aterradas.
Em 2016, a FAA aprovou o pedido da Boeing para remover as referências a um novo Sistema de Aumento de Características de Manobra (MCAS) do manual de voo. Em novembro de 2018, após o acidente da Lion Air, a Boeing instruiu os pilotos a tomarem medidas corretivas em caso de mau funcionamento, quando o avião entraria em uma série de quedas automáticas. A Boeing evitou revelar o MCAS até que os pilotos solicitaram mais explicações. Em dezembro de 2018, a FAA previu em particular que o MCAS poderia causar 15 acidentes em 30 anos. Em abril de 2019, o relatório preliminar da Etiópia afirmou que a tripulação havia tentado o procedimento de recuperação e a Boeing confirmou que o MCAS havia sido ativado em ambos os acidentes.
Em agosto de 2020, a FAA publicou os requisitos para consertar cada aeronave e melhorar o treinamento dos pilotos. Em 18 de novembro de 2020, a FAA encerrou o aterramento de 20 meses, o mais longo de um avião dos EUA. Os acidentes e o aterramento custaram à Boeing cerca de US$ 20  bilhões em multas, indenizações e honorários legais, com perdas indiretas de mais de US$ 60 bilhões em 1 200 pedidos cancelados. O MAX 8 retomou os voos comerciais nos EUA em dezembro de 2020 e foi recertificado na Europa e no Canadá em janeiro de 2021.
Em 6 de janeiro de 2024, foi a vez do modelo maior do que o MAX 8, o MAX 9, ser aterrado após a porta de um dos modelos da Alaska Airlines ter se soltado em pleno voo.  Entretanto o aterramento durou poucas semanas. A FAA voltou a autorizar a circulação dos veículos da Boeing, mas proibiu a expansão da fabricação do Max.  

## Aterramentos

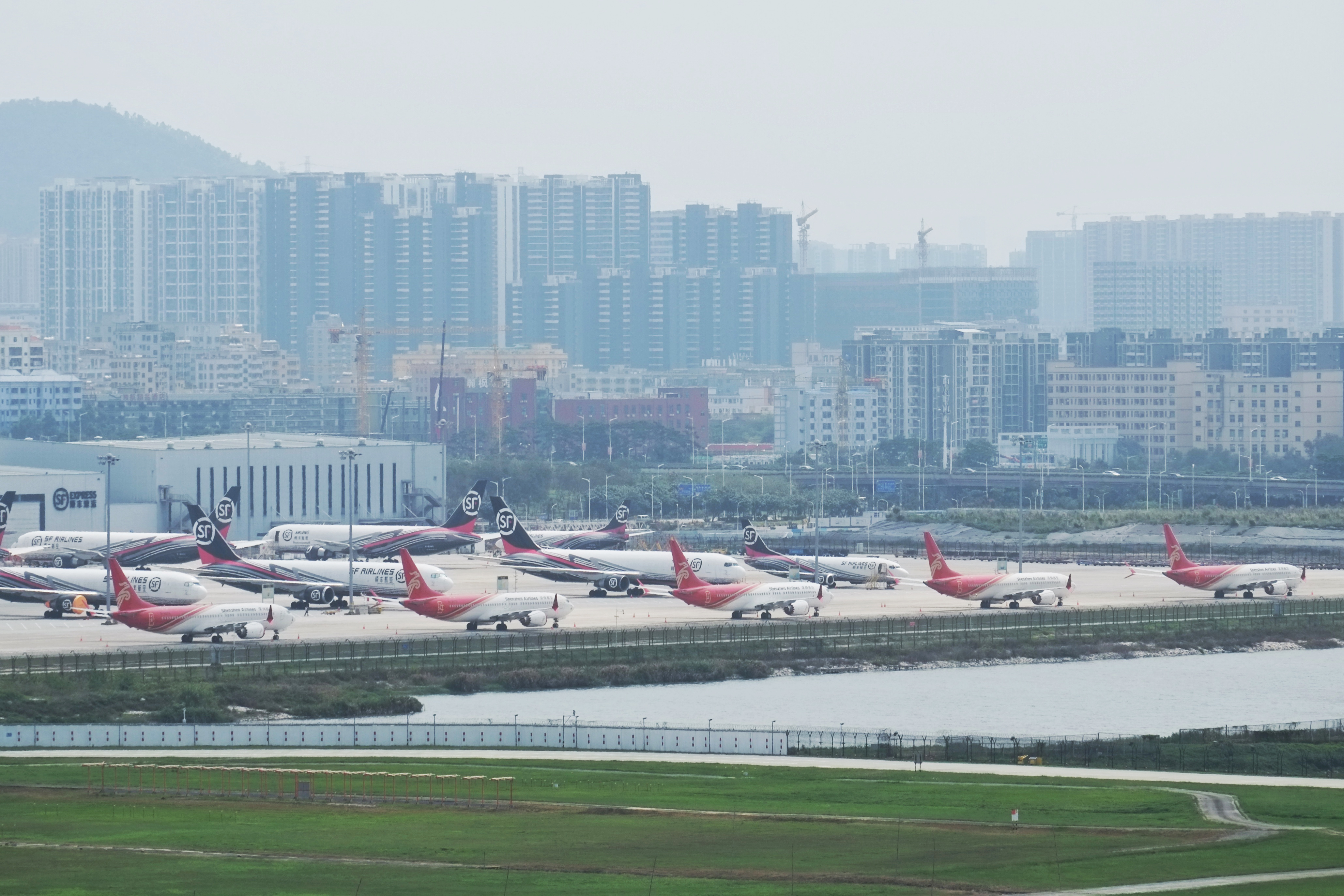
Cinco 737 MAX 8s da Shenzhen Airlines aterrados no Aeroporto Internacional de Shenzhen Bao'an, março de 2019.

Após o acidente da Ethiopian Airlines, a China e a maioria das outras autoridades da aviação civil detiveram o avião por causa dos riscos de segurança percebidos. O CEO da Boeing, Dennis Muilenburg, garantiu ao presidente Donald Trump que o avião estava seguro, em resposta aos comentários de Trump nas redes sociais. Tendo novas evidências de semelhanças de acidentes, a Administração Federal de Aviação dos EUA (FAA) aterrou a aeronave em 13 de março de 2019, revertendo um Aviso de Aeronavegabilidade Continuada emitido dois dias antes. Cerca de 30 aeronaves MAX estavam voando no espaço aéreo dos EUA na época e foram autorizadas a chegar aos seus destinos. Até 18 de março, os reguladores paralisaram todas as 387 aeronaves MAX 8 em serviço com 59 companhias aéreas em todo o mundo e fazendo 8 600 voos por semana. Vários voos de ferry foram operados com abas estendidas para contornar a ativação do MCAS.
O aterramento posteriormente se tornou o mais longo de um avião de passageiros dos EUA. Em janeiro de 2020, outras 400 aeronaves recém-fabricadas aguardavam a entrega às companhias aéreas até o retorno da aeronave ao serviço.

## Reações
O aterramento do Boeing 737 MAX 8 atraiu reações mistas de várias organizações. A primeira autoridade a aterrar o veículo, a Administração de Aviação Civil da China, disse que os acidentes "tinham certas semelhanças" porque ambas as aeronaves foram entregues recentemente e caíram logo após a decolagem.
A Boeing expressou sua solidariedade aos parentes das vítimas do acidente do voo Lion Air 610 e do voo Ethiopian Airlines 302, ao mesmo tempo em que defendia a aeronave contra quaisquer falhas até que fossem refutadas por evidências. A Boeing forneceu vários cronogramas desatualizados de retorno ao serviço, o mais rápido dos quais foi "nas próximas semanas" após o aterramento de março de 2019. Em 11 de outubro de 2019, David L. Calhoun substituiu Dennis Muilenburg como presidente da Boeing e, em janeiro de 2020, sucedeu ao cargo de Muilenburg como CEO.
O congressista Sam Graves [en], do Comitê de Transporte da Câmara, culpou os acidentes do 737 MAX 8 no treinamento de qualidade inferior dos pilotos indonésios e etíopes; afirmando que "pilotos treinados nos EUA teriam sido bem sucedidos" em lidar com as emergências em ambos os jatos, na audiência do subcomitê de aviação da Câmara em Washington, D.C.. A Airbus minimizou que está "ganhando" de qualquer forma devido aos problemas do MAX, citando sua própria capacidade logística e de fornecedores para atender pedidos da aeronave da família A320. As opiniões dos pilotos e dos comissários de bordo são mistas, pois alguns expressaram confiança na renovação da certificação, enquanto outros estão desapontados porque a Boeing ocultou um importante recurso de segurança de seu conhecimento. Mica Endsley da Human Factors and Ergonomics Society testemunhou que "As sugestões recebidas pelos pilotos [...] foram significativamente diferentes das sugestões recebidas com um estabilizador descontrolado".
A maioria das companhias aéreas buscou compensação da Boeing para cobrir os custos da interrupção, enquanto o 737 MAX 8 recebeu algum apoio quando o International Airlines Group (IAG) anunciou no Paris Air Show de junho de 2019 que poderia encomendar 200 jatos. Pesquisas de opinião sugeriram que a maioria dos passageiros está relutante em voar novamente a bordo do 737 MAX 8 quando ele for reintroduzido, enquanto a maioria deve se sentir confortável em embarcar novamente depois de algum tempo para provar suas operações seguras. Chesley Sullenberger comentou sobre a "relação acolhedora" que existe entre a indústria e seus reguladores.

## Acidente aéreo da Alaska Airlines e suspensão da circulação e fabricação do 737 MAX 9
Em 5 de janeiro de 2024, um 737 MAX 9 da Alaska Airlines perdeu em pleno voo a porta da saída de emergência deixandos os 171 passageiros e a tripulação em pânico. Segundo a Boeing, o veículo em questão foi fabricado em novembro de 2023 e entregue a empresa com todas as inspeções feitas. Ninguém ficou ferido.  
Um dia depois do acidente, a Federal Aviation Administration suspendeu a comercialização e a circulação de todos os modelos da linha até que sejam apuradas as causas devidas. 
Em 8 de janeiro de 2024, a peça que se soltou foi encontrada num jardim de uma casa em Oregon. Ninguém se feriu.  Em coletiva de imprensa, a NTSB disse que o buraco que se abriu na fuselagem causou uma descompressão na cabina de voo e que um dos pilotos perdeu o fone de ouvido que usava. A descompressão da cabina também abriu a porta do cockpit, o que os obrigou a usar as máscaras de respiração e os alto-falantes do equipamento. A caixa-preta do veículo também foi abordada na coletiva. Segundo a assessoria de imprensa da NTSB, não foi encontrada nenhuma gravação já que pelas leis norte-americanas, as caixas-pretas de aviões que circulam em seu território podem ter duração de no máximo duas horas de armazenamento. No Brasil, a Agência Nacional de Aviação Civil suspendeu a circulação de qualquer veículo do modelo até que investigações sejam concluídas. A única empresa que opera o 737 MAX 9 no país é a Copa Airlines, que em nota divulgada, informou a suspensão imediata de circulação de todos os 21 veículos que ela tem do modelo até que sejam apuradas as investigações.  
Em 25 de janeiro de 2024, a agência reguladora estadunidense FAA autorizou a circulação dos veículos 737 Max 9 da Boeing após inspeções rigorosas de controle de qualidade e navegabilidade após o acidente da Alaska Airlines, mas deu um ultimato a fabricante. Não permitiu a expansão da produção do modelo, o que pode atrasar a certificação dos MAX 7, MAX-8 200 e MAX-10.

## Dramatização
Em fevereiro de 2022, a Netflix lançou o Downfall: The Case Against Boeing, um documentário sobre os dois acidentes de avião dirigido por Rory Kennedy.